# لی مین-هو
لی مین-هو (کره‌ای: 이민호؛ زادهٔ ۲۲ ژوئن ۱۹۸۷) بازیگر، خواننده، مدل، مدیر نوآوری و بیزنس‌من اهل کره جنوبی است. او با ایفای نقش گو جون پیو در پسران فراتر از گل‌ها (۲۰۰۹) به شهرت جهانی دست یافت و جایزه بهترین بازیگر تازه‌کار مرد در چهل و پنجمین جوایز هنری بکسانگ برای او به ارمغان آورد. از جمله نقش‌های اصلی در مجموعه‌های تلویزیونی می‌توان به ذائقه شخصی (۲۰۱۰)، شکارچی شهر (۲۰۱۱)، سرنوشت (۲۰۱۲)، وارثان (۲۰۱۳)، افسانه دریای آبی (۲۰۱۶)، پادشاه: سلطنت ابدی (۲۰۲۰) و پاچینکو (۲۰۲۲) اشاره کرد.

## زندگی و تحصیلات ابتدایی
لی مین‌هو در تاریخ 22 ژوئن 1987 در محله هوکسوک-دونگ، منطقه دونگجاک-گو، در سئول به دنیا آمد. او توسط والدین بودایی خود بزرگ شد و جوان‌ترین فرزند آن‌ها بود. به عنوان یک کودک، لی در ابتدا آرزو داشت یک بازیکن حرفه‌ای فوتبال شود.

## فیلم‌شناسی

### فیلم
| سال  | عنوان              | نقش          | منابع       |
| ---- | ------------------ | ------------ | ----------- |
| ۲۰۰۸ | بازگشت دشمن مردم   | جونگ ها یون  | [ ۷ ]       |
| ۲۰۰۸ | ئی.تی. مدرسه ما    | اوه سانگ هون | [ ۷ ] [ ۸ ] |
| ۲۰۱۵ | گانگنام بلوز       | کیم جونگ ده  | [ ۹ ]       |
| ۲۰۱۶ | شکارچیان جایزه‌بگیر | یی سان       | [ ۱۰ ]      |

### مجموعه تلویزیونی
| سال       | عنوان                    | نقش                              | توضیحات       | منابع                |
| --------- | ------------------------ | -------------------------------- | ------------- | -------------------- |
| ۲۰۰۲      | عاشقانه                  | دانش آموز                        |               | [ ۱۱ ]               |
| ۲۰۰۴–۲۰۰۵ | شارپ                     | لی جین هو                        | قسمت‌های ۵۵–۶۳ | [ ۱۲ ]               |
| ۲۰۰۵      | بی‌وقفه ۵                 | به همراه جراحی پلاستیک ام‌سی مونگ | قسمت ۲۱۳      | [ ۱۳ ] [ ۱۴ ]        |
| ۲۰۰۵      | دستورالعمل عشق           | پیشخدمت                          | نقش کوتاه     | [ ۱۵ ]               |
| ۲۰۰۶      | راز پردیس                | پارک دو هیون                     | نقش اصلی      | [ ۱۶ ] [ ۱۷ ]        |
| ۲۰۰۷      | ماهی خال‌خالی بدو         | چا گونگ چان                      | نقش اصلی      | [ ۱۸ ] [ ۱۹ ]        |
| ۲۰۰۷      | من سم هستم               | هو مو سه                         | نقش مکمل      | [ ۲۰ ]               |
| ۲۰۰۸      | برخیز                    | مین ووک گی                       | نقش اصلی      | [ ۲۱ ]               |
| ۲۰۰۹      | پسران فراتر از گل‌ها      | گو جون پیو                       | نقش اصلی      | [ ۲۲ ] [ ۲۳ ]        |
| ۲۰۱۰      | ذائقه شخصی               | جون جین هو                       | نقش اصلی      | [ ۲۴ ] [ ۲۵ ] [ ۲۶ ] |
| ۲۰۱۱      | شکارچی شهر               | لی یون سونگ                      | نقش اصلی      | [ ۲۷ ] [ ۲۸ ]        |
| ۲۰۱۲      | سرنوشت                   | چوی‌یونگ                          | نقش اصلی      | [ ۲۹ ] [ ۳۰ ]        |
| ۲۰۱۳      | وارثان                   | کیم تان                          | نقش اصلی      | [ ۳۱ ]               |
| ۲۰۱۶      | افسانه دریای آبی         | کیم دام ریونگ / هو جون جه        | نقش اصلی      | [ ۳۲ ]               |
| ۲۰۱۷      | دی‌ام‌زی، وحشی             | خودش                             | مستند         | [ ۳۳ ] [ ۳۴ ]        |
| ۲۰۲۰      | پادشاه: سلطنت ابدی       | امپراتور لی گون                  | نقش اصلی      | [ ۳۵ ]               |
| ۲۰۲۲      | پاچینکو                  | کو هانسو                         | نقش اصلی      | [ ۳۶ ] [ ۳۷ ]        |
| ۲۰۲۳      | وقتی ستاره‌ها نجوا می‌کنند | گونگ ریونگ                       | نقش اصلی      | [ ۳۸ ]               |

### مجموعه اینترنتی
| سال       | عنوان                      | نقش               | منابع  |
| --------- | -------------------------- | ----------------- | ------ |
| ۲۰۱۱–۲۰۱۲ | تویوتا کمری یکه و تنها     | جون / کوان        | [ ۳۹ ] |
| ۲۰۱۲      | عشق اول اینس‌فری            | مدیر عامل اینس‌فری | [ ۴۰ ] |
| ۲۰۱۴      | لاین رومنس                 | مین هو            | [ ۴۱ ] |
| ۲۰۱۵      | عشق تابستانی اینس‌فری       | لی مین هو         | [ ۴۲ ] |
| ۲۰۱۶      | اولین بوسه برای هفتمین بار | لی مین هو         | [ ۴۳ ] |

### موزیک ویدئو
| سال  | خواننده      | عنوان  | منابع  |
| ---- | ------------ | ------ | ------ |
| ۲۰۰۹ | ساندارا پارک | «بوسه» | [ ۴۴ ] |

## ترانه‌شناسی
- همه چیز من (۲۰۱۳، کره‌ای)
- همه چیز من (۲۰۱۳، ژاپنی)
- آهنگی برای تو (۲۰۱۴)

## آگهی‌های تلویزیونی/تبلیغات
- کی‌تی‌اف
- تروگن
- پیتزا هات (همراه پارک مین یونگ)
- ال‌جی تین‌رینگ (همراه کیم بوم و کو هائه سان)
- ال‌جی آپتیموس
- لوته پای (ویتنام)
- هیوندایی ولاستر (چین)
- سامسونگ انی‌کال هاپتیک (همراه کیم هیون-جونگ و کیم جون)
- سامسونگ انی‌کال مجیک هول (همراه کیم هیون-جونگ و یوئی)
- کافی کانتاتا
- پپسی ان‌ئی‌اکس
- مارکت او
- کادیلاک سی‌تی‌اس
- دانکن دوناتس
- تویوتا کمری (آمریکا)